# Disco Tanz
Disco Tanz, pubblicato nel 2005, è una doppia compilation del dj italiano Gigi D'Agostino.

## Tracce

### CD 1
1. Lo sbaglio (Groviglio Mix) (Dottor Dag)
2. Memories (DOS)
3. Luna Park (Federico Romanzi)
4. Tecno Uonz (Orchestra maldestra)
5. Tanzeria (Onironauti)
6. Contaminando (Uomo Suono Trip) (Officina emotiva)
7. Like a Prayer (Gigi Dag & Luca Noise Trip) (Officina emotiva)
8. Non sono un santo (Dottor Dag)
9. Moonlight Shadow (Gigi Dag & Luca Noise Trip) (Luca Noise)
10. Stay (Tentando Mix) (Dance 'n' Roll)
11. Parole parole (Gigi D'Agostino Tanz) (Double S vs 2 Daniels)
12. Those Were The Days (Gigi Dag & Luca Noise) (Il Folklorista)
13. I Wonder Why (Gigi Dag From Beyond) (Gigi D'Agostino)
14. Luce (Raggio di sole) (Dottor Dag)
15. Marcia lenta (La tana del suono)

### CD 2
1. I Wonder Why (Non giochiamo) (Gigi D'Agostino)
2. Natural (Gigi Dag & Luca Noise a passeggio) (Officina emotiva)
3. Monolitico (Uomo suono)
4. Fiesta Don't Stop (Woofer)
5. España canì (Il Folklorista)
6. Bilaterale (Uomo suono)
7. Carica tremenda (Gigi Dag & Luca Noise) (Orchestra maldestra)
8. Cammino contento (Uomo suono)
9. Fasten Your Seatbelt (Gigi Dag & Luca Noise Trip) (Orchestra maldestra)
10. I Wonder Why (Gigi Dag From Beyond F.M.) (Gigi D'Agostino)
11. Carica tremenda (Gigi Dag & DJ Pandolfi) (Orchestra maldestra)
12. I Wonder Why (Gigi Dag From Beyond... To Live) (Gigi D'Agostino)
13. Trip Trance (Luca Noise)
14. Movimento quotidiano (F.M.) (DJ Pandolfi)
15. Movimento quotidiano (DJ Pandolfi)